# Folkteatern, Göteborg
För andra betydelser, se Folkteatern.
Folkteatern är en länsteater med placering vid Järntorget i Göteborg, vilket betyder att de får anslag och uppdrag från Västra Götalandsregionen, som alltså är teaterns regionala ekonomiska huvudman. Från och med 1 januari 2021 drivs Folkteatern i form av ett aktiebolag: Folkteatern Västra Götaland AB. Bolaget är helägt av Folkteatern i Göteborg ekonomisk förening. Föreningen består av medlemmar från ca 300 olika organisationer och föreningar - t ex fackförbund, hyresgästföreningar och bildningsförbund. På Folkteatern arbetar ett femtiotal personer, med stora variationer över säsongen beroende på repertoar.

## Scener
Teatern har tre scener. Stora Scenen har 329 platser i skjutbar gradäng, vilket gör rummet föränderligt. Lilla Scenen är en klassisk black box och har omkring 60 platser beroende på hur scenen byggs. Foajéscenen används flitigt för konserter, samtal etc.

## Historik
Den första teatern i Göteborg med namnet Folkteatern ("Folkan") öppnade 1897 i en tidigare varietélokal i Lorensbergsparken. Mellan 1903 och 1922 satte man upp de populära Göteborgsrevyerna där under ledning av Axel Engdahl. Olof Sandborg var teaterchef mellan 1923 och 1931, och därefter användes teatern för gästspel. Denna teaterbyggnad brann ner 1942.
Den nuvarande teaterlokalen i Folkets hus vid Järntorget invigdes 1952. Folkets hus-teatern saknade fast ensemble, utan tog emot turnerande föreställning. Scenen blev Programbolagets premiärscen där uppsättningarna visades för första gången innan turnéerna fortsatte ute i landet.
Den första teaterchefen för Folkets hus-teatern, Carl-Axel Heiknert, tillsattes 1954.  Ambitionen var att producera teater för arbetarklassen, mycket därför att teater tidigare hade varit ett nöje huvudsakligen för de övre samhällsklasserna. En viktig regissör under denna period var den västtyske teatermannen Erwin Piscator.
Ekonomiska problem ledde dock till att Folkets hus inte kunde driva teatern vidare, och därför bildades Folkteatern i Göteborg ekonomisk förening i juni 1958. Intressenter i den ekonomiska föreningen var olika fackföreningar, hyresgästföreningar och andra sammanslutningar, främst sådana med anknytning till arbetarrörelsen.
En fast ensemble skapades 1958 och i och med detta etablerade man sig som en av Göteborgs institutionsteatrar. På repertoaren stod nyskriven svensk dramatik och klassiker av bland andra Hjalmar Bergman, men även mycket populära sånglustspel med namn som Nils Poppe och Max Hansen. Under början av 1960-talet bytte man i viss mån inriktning, med ett stort antal uppsättningar av modern utländsk dramatik. I samband med att Claes Sylwander tillträdde som teaterchef 1965 skedde en generationsväxling som också innebar ett publikmässigt uppsving för teatern. Samtidigt fick Folkteatern lönebidrag från staten på samma sätt som Göteborgs stadsteater.

I början av 1970-talet inleddes ett samarbete med Göteborgs stadsteater, som bland annat innebar startskottet för den uppsökande verksamheten Folkteatern besöker. Under teatercheferna Iwar Wiklander, Lennart Hjulström och Roland Hedlund fick teatern en tydlig politisk vänsterprofil, med pjäser av bland andra Folke Fridell och Erik Johansson på repertoaren. Många dramatiker har skrivit verk direkt för Folkteatern, till exempel Bengt Bratt och Kent Andersson (bland annat Flotten, Happyland och Kvastenrevyerna) och Staffan Göthe (bland annat Den itusågade damen och Den gråtande polisen).

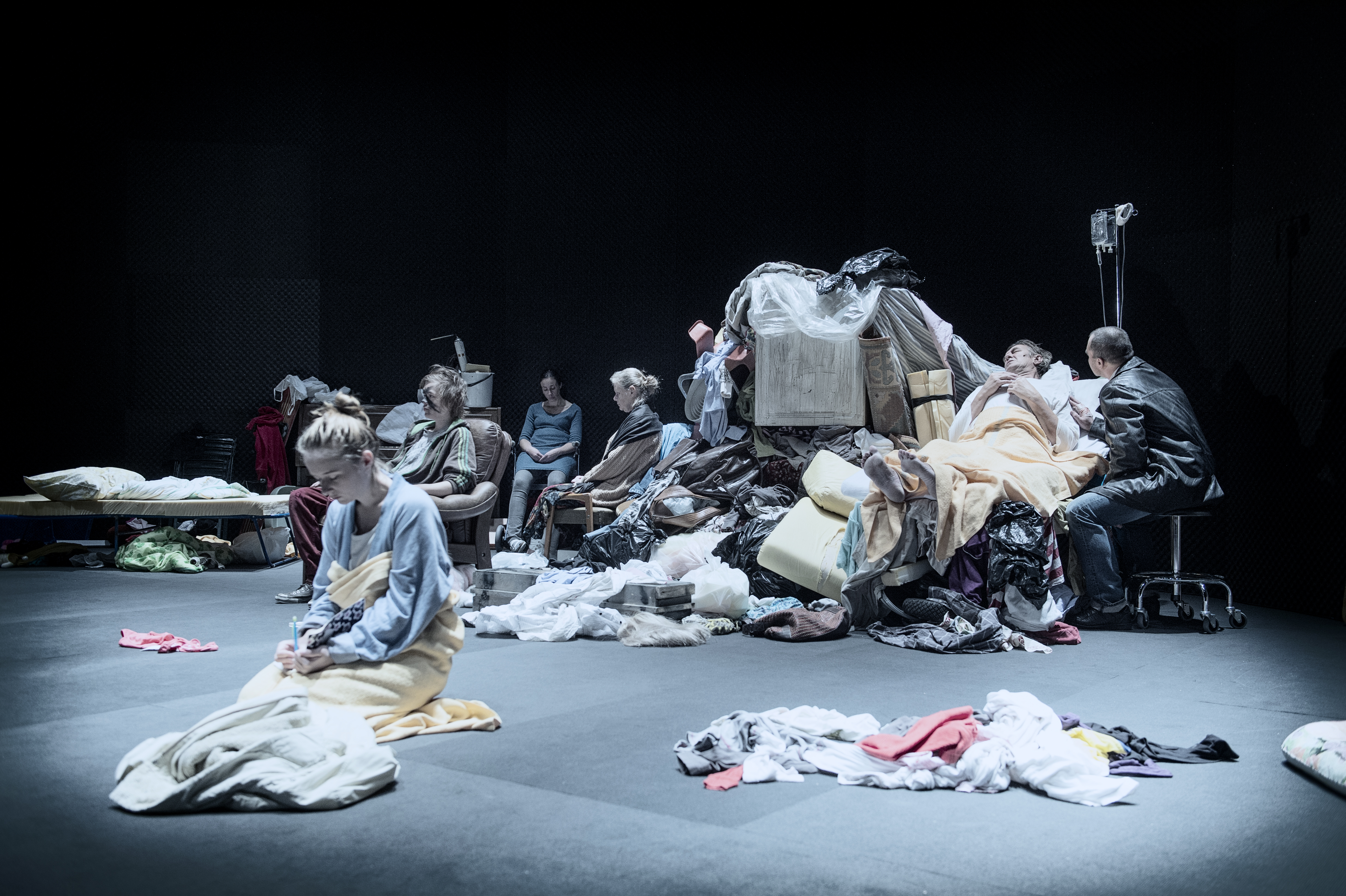
Fragmente av Lars Norén, i regi av Sofia Jupither, premiär hösten 2012. Foto: Patrik Gunnar Helin

I slutet av 1980-talet skedde en större ombyggnad av teatern, samtidigt som teatern hade mycket stora framgångar med uppsättningar som En uppstoppad hund och Markurells (den senare med teaterchefen Wiklander i titelrollen).
Under 1990- och 2000-talet spelade man flera uppskattade föreställningar, bland annat Rika barn leka bäst av Carin Mannheimer, Juloratoriet och Simon och ekarna, de båda sistnämnda i regi av Niklas Hjulström.
2009 Teaters fick ny ledning med Ulrika Josephsson (VD) och Lars Norén (konstnärlig ledare). De tillträdde samtidigt som teatern var stängd för omfattande renovering. Röda Scenen och foajén fick ny utformning och "En Trappa Ner" ersattes av "Vita Scenen" vilket är en black box på bakgården. Utlokaliserade spelade man dansteaterföreställningen Shortcuts på Röda Sten och Sockerpiller på Aftonstjärnan. I februari 2009 moderniserades teaterhuset ytterligare. 
2010 Som invigningsföreställning av det nya teaterhuset spelades Noréns uppsättning av Aiskylos Orestien. Familjeföreställningen Katitzi blev väl mottagen och bland annat uttagen till Teaterbiennalen 2011. Detta år spelade man även Sinne, Två fattiga rumäner som talar polska samt Skalv. tre artists in residence kopplades till teatern; förutom Lars-Eric Brossner som verkat länge vid teatern så anlitades regissörerna Melanie Mederlind och Sofia Jupither samt under en period även Eirik Stubø. Den 10 maj, på årsdagen av bokbålet i Berlin 1933, uppmärksammades det fria ordet med den stora manifestationen Jag måste tala; en tradition som återkom några år framöver.
2011 Med Breaking the Waves, som spelade i S:t Johanneskyrkan, påbörjades ett samarbete mellan Folkteatern, Göteborgs Stadsmission och Unga Folkteatern. Här blandades amatörer och proffs i teaterprocessen med syfte att låta nya grupper komma till tals. Inne på teatern spelades Heliga Johanna från Slakthusen och föreställningen Apatiska för nybörjare av Jonas Hassen Khemiri, som också gick på turné med Riksteatern och sändes i Sveriges Television. Lars Norén gjorde debut som barnteaterregissör med Pingviner kan inte baka ostkaka och man spelade även barnföreställningen Vargtimma. Folkbildningsforumet FolkteaterAkademin sjösattes och EU-projektet Cities on Stage inleddes, vilket var ett samarbete mellan sex europeiska teatrar och en teaterfestival med syfte att sprida nya föreställningar som kretsade kring levnadsvillkoren i storstäder. Under hösten öppnades dessutom en ny restaurang, nu driven i teaterns regi. 
2012 Ulrika Josephsson blev nu både VD och konstnärlig ledare, då Lars Norén trädde tillbaka som konstnärlig ledare. Inom ramen för samarbetet Cities on Stage regisserade Sofia Jupither Fragmente av Lars Norén. Föreställningen fick bra recensioner och turnerade året därpå i Europa. Man spelade även Vinter, Begravelsen och Räls, samt Happyland 1979 i samarbete med Göteborgs Stadsmission och Unga Folkteatern. Foajén började användas mer frekvent för samtal, konserter och mindre föreställningar. Folkteatern var även officiell mötesplats under Göteborgs Dans & Teaterfestival. Under året spelades över 300 föreställningar på scenerna vid Järntorget och över 50 på turné.
2013 Anna Rosengren tillträdde som VD i slutet av året. För att stärka teaterns ekonomi gick ABF in som en betydligt större andelsägare än tidigare. Även huvudmannen Västra Götalandsregionen gick in med mer pengar. På scenerna spelades Den flygande handläggaren, Vad som hände efter att Nora lämnat sin man, revyn Rôva samt barnföreställningen Det röda trädet som blir uttagen till BIBU 2014. Cities on Stage gästade teatern med La Réunification des deux Corées och samarbetet med Regionteater Väst fördjupades. Teatern stod även värd för seminariet Klyftan; ett projekt med forskare och kulturutövare som möttes kring frågan om de ökade samhällsklyftorna.
2014 rekryterades Frida Röhl som konstnärlig ledare och 2015 tillträdde Lotta Lekvall som VD. Den ekonomiska situationen stabiliserades och parallellt påbörjades ett förändringsarbete för att tydliggöra Folkteaterns identitet. På scenerna gavs Blåvingar och Liljebrinks samt Kliniken, Röst och Bänken i samarbete med Göteborgs Stadsmission och Unga Folkteatern. Restaurangen FOLK startade upp och etablerade sig snabbt som ett populärt tillhåll med olika typer av arrangemang i foajén.

## Teaterchefer

### Folkteatern i Lorensbergsparken
- 1903–1922 Axel Engdahl
- 1923–1931 Olof Sandborg

### Folkets hus-teatern vid Järntorget
- 1952–1954 Bengt Sterner
- 1954–1957 Carl-Axel Heiknert

### Folkteatern
- 1958–1961 Mats Johansson
- 1961–1965 Kurt-Olof Sundström
- 1965–1973 Claes Sylwander
- 1973–1976 Iwar Wiklander
- 1976–1984 Lennart Hjulström
- 1984–1987 Roland Hedlund
- 1987–1992 Iwar Wiklander
- 1992–1995 Isa Stenberg
- 1995–2009 Gugge Sandström
- 2009–2011 Ulrika Josephsson (VD) och Lars Norén (konstnärlig ledare)
- 2012–2013 Ulrika Josephsson (VD och konstnärlig ledare)
- 2013 - Anna Rosengren (VD)
- 2014 - Frida Röhl (konstnärlig ledare)
- 2015 - Lotta Lekvall (VD)